# Eccellenza Lazio 1996-1997
Il campionato italiano di calcio di Eccellenza regionale 1996-1997 è stato il sesto organizzato in Italia. Rappresenta il sesto livello del calcio italiano. Il campionato si è concluso con la vittoria del Ladispoli per il girone A e del Real Piedimonte per il girone B, entrambi al loro primo titolo.
Tutte le squadre iscritte al campionato di Eccellenza, assieme a quelle del campionato di Promozione, hanno diritto a partecipare alla Coppa Italia Dilettanti Lazio.

## Stagione

### Aggiornamenti
- Il Pro Cisterna, seconda nel Girone B nella stagione precedente, viene ripescato nel Campionato Nazionale Dilettanti a completamento di organici.
- Dalla Promozione vengono ripescati la Maremmana, il Pavona Castel Gandolfo e il Real Piedimonte.
- Il Prati Tor Sapienza non si iscrive al campionato.[senza fonte]

Di seguito la composizione dei gironi fornita dal Comitato Regionale Lazio.

## Girone A

### Squadre partecipanti
| Club                | Città (provincia)         | Stagione precedente                                                |
| ------------------- | ------------------------- | ------------------------------------------------------------------ |
| Acilia              | Acilia (RM)               | ?                                                                  |
| ALMAS               | Roma                      | 13º posto in Eccellenza Lazio, Girone B                            |
| Collatino           | Roma                      | 1º posto in Promozione Lazio, Girone A, promosso                   |
| Fortitudo Nepi      | Nepi (RM)                 | 2º posto in Eccellenza Lazio, Girone A                             |
| Fregene             | Fregene di Fiumicino (RM) | 8º posto in Eccellenza Lazio, Girone A                             |
| Ladispoli           | Ladispoli (RM)            | 15º posto in Campionato Nazionale Dilettanti, Girone F, retrocesso |
| Lativoli            | Tivoli (RM)               | 12º posto in Eccellenza Lazio, Girone A                            |
| Maremmana           | Montalto di Castro (VT)   | 2º posto in Promozione Lazio, Girone A, ammesso                    |
| Monterotondo Scalo  | Monterotondo (RM)         | 1º posto in Promozione Lazio, Girone B, promosso                   |
| Rieti               | Rieti                     | 10º posto in Eccellenza Lazio, Girone A                            |
| Santa Marinella     | Santa Marinella (RM)      | 3º posto in Eccellenza Lazio, Girone A                             |
| Sorianese           | Soriano nel Cimino (VT)   | 13º posto in Eccellenza Lazio, Girone A                            |
| Tivoli              | Tivoli (RM)               | 1º posto in Promozione Lazio, Girone D, promosso                   |
| Vigor Acquapendente | Acquapendente (VT)        | 6º posto in Eccellenza Lazio, Girone A                             |
| Villalba Ocres Moca | Villalba di Guidonia (RM) | 9º posto in Eccellenza Lazio, Girone A                             |
| Vis Subiaco         | Subiaco (RM)              | 4º posto in Eccellenza Lazio, Girone A                             |

### Classifica finale
Fonte:
|  | Pos. | Squadra             | Pt | G  | V  | N  | P  | GF | GS | DR  |
|  | ---- | ------------------- | -- | -- | -- | -- | -- | -- | -- | --- |
|  | 1.   | Ladispoli           | 71 | 30 | 21 | 8  | 1  | 40 | 8  | +32 |
|  | 2.   | Rieti               | 60 | 30 | 17 | 9  | 4  | 48 | 15 | +33 |
|  | 3.   | Fregene             | 46 | 30 | 12 | 10 | 8  | 39 | 28 | +11 |
|  | 4.   | Villalba Ocres Moca | 46 | 30 | 12 | 10 | 8  | 26 | 21 | +5  |
|  | 5.   | Tivoli              | 45 | 30 | 11 | 12 | 7  | 40 | 35 | +5  |
|  | 6.   | Sorianese           | 45 | 30 | 11 | 12 | 7  | 24 | 21 | +3  |
|  | 7.   | Monterotondo Scalo  | 40 | 30 | 10 | 10 | 10 | 38 | 36 | +2  |
|  | 8.   | Fortitudo Nepi      | 39 | 30 | 10 | 9  | 11 | 29 | 32 | -3  |
|  | 9.   | Acilia              | 39 | 30 | 10 | 9  | 11 | 32 | 36 | -4  |
|  | 10.  | Maremmana           | 36 | 30 | 9  | 9  | 12 | 26 | 29 | -3  |
|  | 11.  | Vigor Acquapendente | 36 | 30 | 9  | 9  | 12 | 27 | 31 | -4  |
|  | 12.  | Santa Marinella     | 36 | 30 | 8  | 12 | 10 | 29 | 34 | -5  |
|  | 13.  | Collatino           | 34 | 30 | 7  | 13 | 10 | 20 | 31 | -11 |
|  | 14.  | Lativoli            | 33 | 30 | 8  | 9  | 13 | 25 | 29 | -4  |
|  | 15.  | ALMAS               | 21 | 30 | 4  | 9  | 17 | 31 | 48 | -17 |
|  | 16.  | Vis Subiaco         | 12 | 30 | 0  | 12 | 18 | 11 | 51 | -40 |

Legenda:
      Promossa nel Campionato Nazionale Dilettanti 1997-1998.
      Ammessa ai Play-off nazionali.
      Retrocesse in Promozione Lazio 1997-1998.
Regolamento:
Tre punti a vittoria, uno a pareggio, zero a sconfitta.

## Girone B

### Squadre partecipanti
| Club                   | Città (provincia)                 | Stagione precedente                                                |
| ---------------------- | --------------------------------- | ------------------------------------------------------------------ |
| Anziolavinio           | Anzio (RM)                        | 9º posto in Eccellenza Lazio, Girone B                             |
| Atletico Latina        | Latina                            | 4º posto in Eccellenza Lazio, Girone B                             |
| Ciampino               | Ciampino (RM)                     | 11º posto in Eccellenza Lazio, Girone A                            |
| Formia                 | Formia (LT)                       | 17º posto in Campionato Nazionale Dilettanti, Girone G, retrocesso |
| Macir Cisterna         | Cisterna di Latina (LT)           | 7º posto in Eccellenza Lazio, Girone B                             |
| Montespaccato          | Roma                              | 5º posto in Eccellenza Lazio, Girone A                             |
| Lanuvio Campoleone     | Lanuvio (RM)                      | 10º posto in Eccellenza Lazio, Girone B                            |
| Morolo                 | Morolo (FR)                       | 11º posto in Eccellenza Lazio, Girone B                            |
| Palestrina             | Palestrina (RM)                   | 8º posto in Eccellenza Lazio, Girone B                             |
| Pavona Castel Gandolfo | Pavona (RM), Castel Gandolfo (RM) | 2º posto in Promozione Lazio, Girone C, ammesso                    |
| Policassino            | Cassino (FR)                      | 6º posto in Eccellenza Lazio, Girone B                             |
| Pomezia                | Pomezia (RM)                      | 3º posto in Eccellenza Lazio, Girone B                             |
| Real Piedimonte        | Piedimonte San Germano (FR)       | 2º posto in Promozione Lazio, Girone D, ripescato                  |
| Scauri Minturno        | Minturno (LT)                     | 12º posto in Eccellenza Lazio, Girone B                            |
| Spes Montesacro        | Roma                              | 7º posto in Eccellenza Lazio, Girone A                             |
| VJS Velletri           | Velletri (RM)                     | 1º posto in Promozione Lazio, Girone C, promosso                   |

### Classifica finale
Fonte:
|  | Pos. | Squadra                | Pt | G  | V  | N  | P  | GF | GS | DR  |
|  | ---- | ---------------------- | -- | -- | -- | -- | -- | -- | -- | --- |
|  | 1.   | Real Piedimonte        | 63 | 30 | 17 | 12 | 1  | 50 | 13 | +37 |
|  | 2.   | Pomezia                | 54 | 30 | 15 | 9  | 6  | 35 | 24 | +11 |
|  | 3.   | VJS Velletri           | 50 | 30 | 13 | 11 | 6  | 43 | 32 | +11 |
|  | 4.   | Anziolavinio           | 49 | 30 | 14 | 7  | 9  | 43 | 29 | +14 |
|  | 5.   | Spes Montesacro        | 45 | 30 | 13 | 6  | 11 | 40 | 38 | +2  |
|  | 6.   | Morolo                 | 45 | 30 | 12 | 9  | 9  | 30 | 30 | 0   |
|  | 7.   | Scauri Minturno        | 40 | 30 | 9  | 13 | 8  | 29 | 30 | -1  |
|  | 8.   | Pavona Castel Gandolfo | 40 | 30 | 10 | 10 | 10 | 34 | 37 | -3  |
|  | 9.   | Atletico Latina        | 39 | 30 | 10 | 9  | 11 | 30 | 33 | -3  |
|  | 10.  | Montespaccato          | 38 | 30 | 8  | 14 | 8  | 35 | 31 | +4  |
|  | 11.  | Palestrina             | 37 | 30 | 10 | 7  | 13 | 30 | 34 | -4  |
|  | 12.  | Macir Cisterna         | 37 | 30 | 9  | 10 | 11 | 26 | 34 | -8  |
|  | 13.  | Ciampino               | 34 | 30 | 7  | 13 | 10 | 19 | 18 | +1  |
|  | 14.  | Policassino            | 32 | 30 | 8  | 8  | 14 | 26 | 31 | -5  |
|  | 15.  | Lanuvio Campoleone     | 32 | 30 | 7  | 11 | 12 | 20 | 27 | -7  |
|  | 16.  | Formia                 | 9  | 30 | 2  | 3  | 25 | 13 | 62 | -49 |

Legenda:
      Promossa nel Campionato Nazionale Dilettanti 1997-1998.
      Ammessa ai Play-off nazionali.
      Retrocesse in Promozione Lazio 1997-1998.
Regolamento:
Tre punti a vittoria, uno a pareggio, zero a sconfitta.